# Корпус военной полиции Армии США
Корпус военной полиции Армии США (англ. United States Army Military Police Corps) — правоохранительная структура Армии США.

## История
Корпус военной полиции Армии США в качестве отдельной структуры в составе Армии США был официально учреждён 26 сентября 1941 года.

### Вторая мировая война
Боевым крещением военнослужащих Корпуса военной полиции Армии США стала десантная операция в Нормандии (1944), во время которой они вместе с другими подразделениями высадились на французские пляжи в день "Д". Во время Второй мировой войны американские армейские военные полицейские регулировали движение грузовиков с военными припасами, конвоировали военнопленных, пресекали самовольное оставление военнослужащими расположений своих частей и  незаконную торговлю военным имуществом, охраняли от вражеских диверсантов ключевые объекты инфраструктуры в тылу войск союзников.

### Корейская война
К моменту начала Корейской войны на Корейском полуострове уже находилась одна рота военной полиции. Туда же уже в первые месяцы ведения боевых действий из Японии были переброшены дополнительные силы военной полиции, входившие в состав оккупационных сил на японской территории после окончания Второй мировой войны. В ходе войны военная полиция регулирование движение грузовиков снабжения, а после заключения перемирия производила обмен военнопленными и патрулирование демилитаризованной зоны.

### Война во Вьетнаме
Во время Тетского наступления военная полиция оказалась в непривычной для себя роли, приняв на себя основной удар противника: военные полицейские превратились во фронтовых бойцов, отбивая вражеские атаки и удерживая занимаемые позиции. Успешные действия американских армейских военных полицейских в боях со вьетконговцами привели к переоценке роли военной полиции - теперь она стала восприниматься не только как вспомогательная служба, действующая в оперативном тылу войск, но и как элемент боевой поддержки, который при необходимости может быть задействован непосредственно на поле боя.

### От Гренады до Афганистана и Ирака

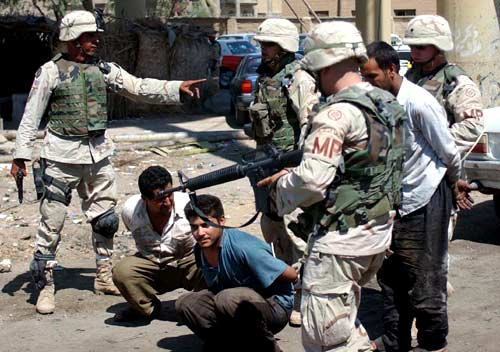
Военнослужащие Корпуса военной полиции Армии США осуществляют досмотр автомобилей, Эль-Фаллуджа, июль 2003 года

Военные операции, предусматривавшие интервенцию силами Армии США, продемонстрировали важность роли военной полиции в восстановлении гражданского мира и поддержании правопорядка. Так, недостаточная численность подразделений военной полиции, задействованных в Панаме и Гаити, обернулась массовыми беспорядками и мародёрством со стороны местного населения сразу после завершения активных боевых действий. В Афганистане и Ираке Армия США применяла военную полицию куда более широко. По воспоминаниям ветеранов, в ходе этих конфликтов командование Армии США ценило военную полицию за её гибкость и разносторонность: военные полицейские охраняли важные объекты от террористических атак, проводили задержания и допросы лиц, подозреваемых в причастности к терроризму и военными преступлениям, вели разведывательную деятельность, патрулировали территорию, сопровождали автоколонны, осуществляли разъяснительную работу среди местного населения, пресекали беспорядки и грабежи, поддерживали другие армейские подразделения на поле боя и, кроме того, обучали личный состав новообразованных местных сил правопорядка.

## Функции

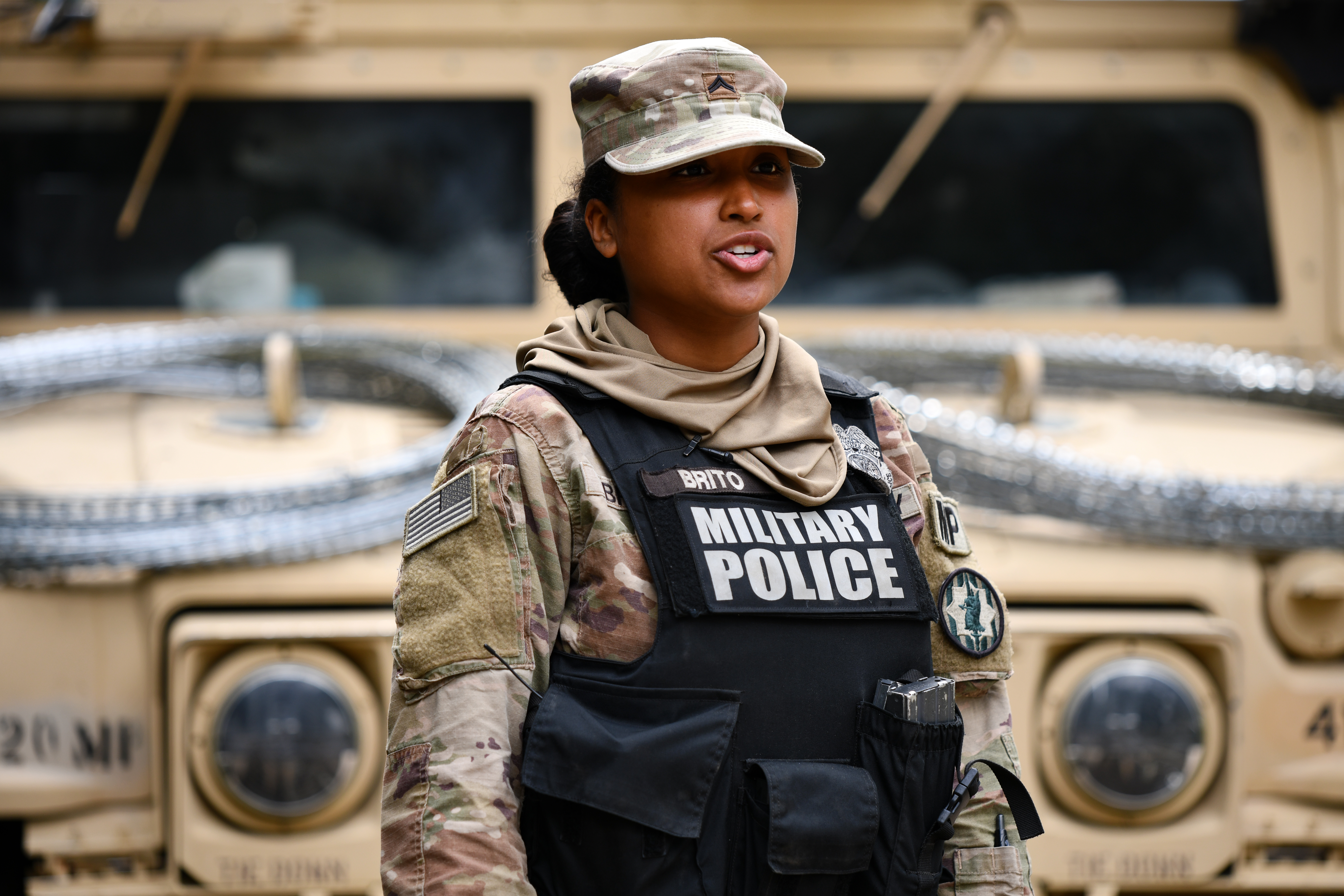
Военнослужащая Корпуса военной полиции Армии США у автомобиля HMMWV на учениях в Польше, 2020 год

К основным функциям Корпуса военной полиции Армии США относятся:
- охрана важных объектов военного значения
- регулирование движения и сопровождение военного транспорта
- профилактика и пресечение правонарушений среди военнослужащих, содержание задержанных военнослужащих в специально отведённых для этого местах
- конвоирование военнопленных и их содержание в специально отведённых для этого местах
- профилактика и пресечение массовых беспорядков и мародёрства среди гражданского населения в местах своей дислокации
- взаимодействие с лояльными правоохранительными и военными структурами иностранных государств в местах своей дислокации

При реализации указанных функций военнослужащие Корпуса военной полиции Армии США уполномочены производить личный досмотр и досмотр транспортных средств, обыск в помещениях, изъятие предметов и документов, задержание и заключение под стражу, допрос, применять специальные средства и оружие.

## Структура и состав
Корпус военной полиции Армии США возглавляет Главный прово-маршал Армии США, который подчиняется Начальнику штаба Армии США.
В составе Корпуса военной полиции Армии США имеются следующие воинские части:
- 8-я бригада военной полиции: укомплектована военнослужащими действительной службы.
- 11-я бригада военной полиции: укомплектована военнослужащими-резервистами.
- 14-я бригада военной полиции: укомплектована военнослужащими действительной службы.
- 15-я бригада военной полиции: укомплектована военнослужащими действительной службы.
- 16-я бригада военной полиции: укомплектована военнослужащими действительной службы.
- 18-я бригада военной полиции: укомплектована военнослужащими действительной службы.
- 42-я бригада военной полиции: укомплектована военнослужащими действительной службы.
- 89-я бригада военной полиции: укомплектована военнослужащими действительной службы.
- 220-я бригада военной полиции: укомплектована военнослужащими-резервистами.
- 290-я бригада военной полиции: укомплектована военнослужащими-резервистами.
- 300-я бригада военной полиции: укомплектована военнослужащими-резервистами.
- 333-я бригада военной полиции: укомплектована военнослужащими-резервистами.
- 94-й отдельный батальон военной полиции: укомплектован военнослужащими действительной службы.
- 519-й отдельный батальон военной полиции: укомплектован военнослужащими действительной службы.
- 525-й отдельный батальон военной полиции: укомплектован военнослужащими действительной службы.